# Dariusz Michałowski
Dariusz Michałowski, ps. Moskwa (ur. 24 lipca 1975 w Warszawie, zm. 10 kwietnia 2010 w Smoleńsku) – kapitan Biura Ochrony Rządu, maratończyk, magister w zakresie bezpieczeństwa publicznego (2009).

## Życiorys
Pochodził z Warszawy, lecz wychowywał się w Moskwie (stąd jego pseudonim). Od nazwy miasta, w którym dorastał (matka była dyplomatą Ambasady PRL w Moskwie) miał też pseudonim. Zasadniczą służbę wojskową rozpoczął w 1994 r. w JW 4101, ukończył działającą przy jednostce Szkołę Podoficerów i Młodszych Specjalistów Działań Specjalnych. W roku 1996 został powołany do zawodowej służby wojskowej na stanowisku dowódcy grupy w 1 pułku specjalnym Komandosów. W kwietniu 1997 roku za wybitne osiągnięcia został skierowany do pełnienia zawodowej służby wojskowej w Biurze Ochrony Rządu. W 2002 roku ukończył Wyższą Szkołę Policji w Szczytnie i został mianowany na stopień podporucznika. W czasie służby w BOR ochraniał między innymi prezydentów Aleksandra Kwaśniewskiego i Lecha Kaczyńskiego. W czasie służby był wielokrotnie wyróżniany i nagradzany. 

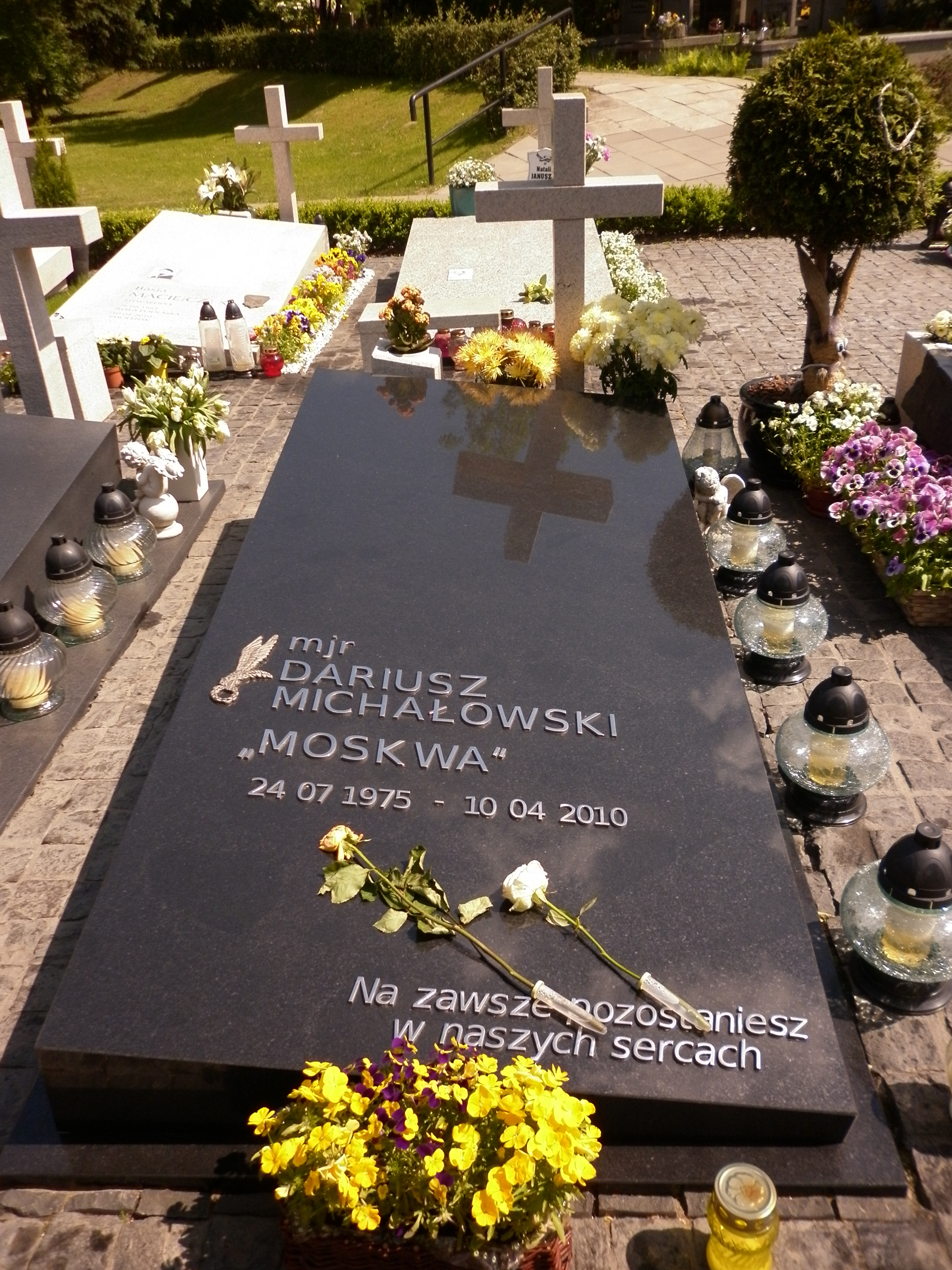
Grób Dariusza Michałowskiego

Zginął 10 kwietnia 2010 w katastrofie polskiego samolotu Tu-154M w Smoleńsku w drodze na obchody 70. rocznicy zbrodni katyńskiej. 23 kwietnia 2010 został pochowany z honorami wojskowymi w Kwaterze Smoleńskiej na Cmentarzu Wojskowym na Powązkach w Warszawie. Major Michałowski pozostawił żonę i osierocił syna. Pośmiertnie awansowany na stopień służbowy majora Biura Ochrony Rządu.

## Ordery i odznaczenia
- Krzyż Kawalerski Orderu Odrodzenia Polski (pośmiertnie, 2010) za wybitne zasługi w służbie państwu i społeczeństwu[7]
- Brązowy Krzyż Zasługi (2005) za wzorowe, wyjątkowo sumienne wykonywanie obowiązków[2][8]
- Odznaka Honorowa BOR (pośmiertnie, 2010)[9]
- Gwiazda Iraku (pośmiertnie, wręczona 2012)[10]